# Liste der Biografien/Korm
Liste der Biografien |
Portal Biografien |
Personensuche
# |
A |
B |
C |
D |
E |
F |
G |
H |
I |
J |
K |
L |
M |
N |
O |
P |
Q |
R |
S |
T |
U |
V |
W |
X |
Y |
Z |
?
 
Ka |
Kb |
Kc |
Kd |
Ke |
Kf |
Kg |
Kh |
Ki |
Kj |
Kl |
Km |
Kn |
Ko |
Kp |
Kr |
Ks |
Kt |
Ku |
Kv |
Kw |
Ky |
Kx |
Kz
 
Koa |
Kob |
Koc |
Kod |
Koe |
Kof |
Kog |
Koh |
Koi |
Koj |
Kok |
Kol |
Kom |
Kon |
Koo |
Kop |
Kor |
Kos |
Kot |
Kou |
Kov |
Kow |
Kox |
Koy |
Koz
 
Kora |
Korb |
Korc |
Kord |
Kore |
Korf |
Korg |
Korh |
Kori |
Korj |
Kork |
Korl |
Korm |
Korn |
Koro |
Korp |
Korr |
Kors |
Kort |
Koru |
Korv |
Korw |
Kory |
Korz
Die Liste der Biografien führt alle Personen auf, die in der deutschsprachigen Wikipedia einen Artikel haben. Dieses ist eine Teilliste mit 24 Einträgen von Personen, deren Namen mit den Buchstaben „Korm“ beginnt.

## Korm

### Korma
- Korman, Cloé (* 1983), französische Schriftstellerin
- Korman, Harvey (1927–2008), US-amerikanischer Schauspieler und Komiker
- Korman, Henry (1920–2018), polnisch-deutscher Holocaustüberlebender
- Korman, James Andrew (* 1870), US-amerikanischer Komponist
- Kormaník, Jiří (1935–2017), tschechoslowakischer Ringer
- Kormann, Hermut (* 1942), deutscher Unternehmensleiter
- Kormann, Joachim (1942–2013), deutscher Verwaltungsjurist
- Kormann, Manuela (* 1976), Schweizer Curlerin
- Kormannshaus, Erich, deutscher Fußballschiedsrichter
- Kormart, Christoph (1644–1701), deutscher Schriftsteller und Übersetzer
- Kormashov, Paul (* 1989), estnischer Maler

### Korme
- Körmendi, Ferenc (1900–1972), ungarischer Schriftsteller
- Körmendi, Klára (* 1944), ungarische Pianistin
- Körmendyová, Katarína (* 1999), slowakische Volleyballspielerin
- Kormes, Karl (1915–1995), deutscher Diplomat, Botschafter der DDR in Jugoslawien und Ecuador
- Kormesij, Khan von Bulgarien

### Kormi
- Kormisosch, Khan von Bulgarien

### Kormo
- Körmöczy, Zsuzsa (1924–2006), ungarische Tennisspielerin
- Kormos, Villő (* 1988), ungarische Wasserspringerin
- Kormos-Buchwald, Diana L. (* 1956), israelisch-US-amerikanische Wissenschaftshistorikerin

### Korms
- Kormschtschikow, Wladislaw Borissowitsch (* 1967), russischer Ski-Orientierungsläufer

### Kormu
- Kormúth, Alojz (1926–2015), tschechoslowakischer Diskuswerfer

### Kormy
- Kormyschewa, Eleonora Jefimowna (* 1945), sowjetisch-russische Ägyptologin und Hochschullehrerin
- Kormyschewa, Irina (* 1976), kasachische Freestyle-Skierin